# Lee Morse

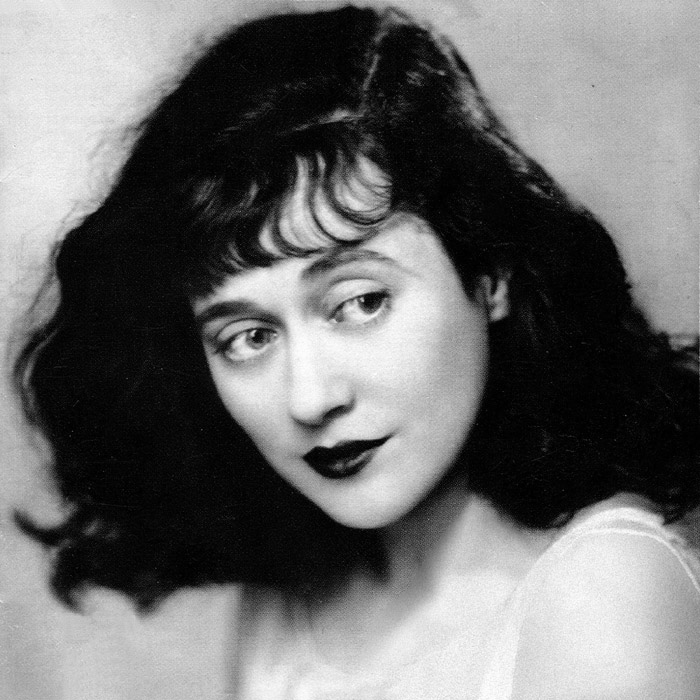
Lee Morse (um 1930)

Lena Corinne „Lee“ Morse (* 30. November 1897 als Lena Corinne Taylor in Cove, Oregon, USA; † 16. Dezember 1954 in Rochester, New York, USA) war eine US-amerikanische Jazz- und Blues-Sängerin, Songwriterin, Gitarristin und Schauspielerin.

## Biografie
Lee Morse wurde 1897 als Lena Corinne Taylor in Cove (Oregon) geboren. Sie war eine Tochter von Pleasant John Taylor, einem Pastor aus Texas, und seiner Frau Olive, die zahlreiche Kinder hatten (es gibt unterschiedliche Angaben, es war etwa ein Dutzend), die meisten davon waren Jungen. Morses jüngerer Bruder Glen H. Taylor war ein Countrysänger und demokratischer Politiker, der für Idaho im Senat der Vereinigten Staaten saß und 1948 zusammen mit Henry A. Wallace für das Amt des Vizepräsidenten der Vereinigten Staaten kandidierte.
Um 1908 zog die Familie in die Kleinstadt Kooskia (Idaho), wo Lena aufwuchs. 1915 heiratete sie Elmer Morse, und 1916 bekamen sie einen Sohn. Lena jedoch strebte eine Karriere als Sängerin an und trennte sich 1920 von Morse.

### Frühe Karriere
1920 wurde der Vaudeville-Produzent Will King auf sie aufmerksam und nahm sie unter Vertrag. Morse ergriff die Chance auf eine Karriere im Varieté-Theater der Westküste und ließ Idaho und ihren Ehemann Elmer für immer zurück. Elmer Morse starb 1926 im Alter von 35 Jahren in Spokane (Washington) an Scharlach; im Jahr zuvor hatte er die Scheidung eingereicht.
1921 begann Lena Morse, in Musikrevuen aufzutreten, zunächst bei Kolb and Dill, 1922 dann im Pantages-Circuit. 1923 gewann Morse eine Rolle in der Revue Hitchy Koo. Als Nächstes trat sie in der Shubert-Revue Artists and Models auf, die am 20. August 1923 am Broadway Premiere hatte.

### Schallplatte, Bühne, Film
1924 begann Morse ihre Plattenkarriere mit einem Vertrag beim Label Pathé Records. Aufgrund ihrer tiefen Stimme wurden ihre Platten bei Pathé und Perfect Records als „Miss Lee Morse“ bezeichnet, damit sie nicht für einen Mann gehalten wurde. In dieser Ära der akustischen Aufnahmen war die Kraft ihrer Stimme entscheidend für den Erfolg ihrer Aufnahmen. Sie erhielt auch die Gelegenheit, viele ihrer eigenen Kompositionen aufzunehmen, wie zum Beispiel Golden Dream Girl (1924). Viele ihrer etwa 200 Aufnahmen erschienen unter dem Namen „Lee Morse and her Blue Grass Boys“. Zu dieser Band gehörten Trompeter Manny Klein, Tommy und Jimmy Dorsey an Posaune und Klarinette sowie der Gitarrist Eddie Lang.
1927 wechselte Morse zusammen mit anderen prominenten Sängern von Pathé und Perfect zu Columbia Records. Von 1927 bis 1932 war sie eine der beliebtesten weiblichen Künstlerinnen des Labels. Weiterhin arbeitete sie im Varieté und auf anderen Bühnen und ergatterte eine Rolle im Ziegfeld-Musical Simple Simon, die sie möglicherweise zu einem noch größeren Star gemacht hätte. Aufgrund ihres Alkoholproblems konnte sie jedoch nicht bei der Premiere der Show am 18. Februar 1930 auftreten (Ruth Etting trat an ihre Stelle), womit ihre Broadway-Karriere endete. Dennoch war sie zu dieser Zeit in einer Reihe von Musikfilmen zu sehen, darunter A Million Me’s (Paramount, 25. April 1930), The Music Racket (Vitaphone, 30. Juni 1930) und Song Service (Paramount, 24. Oktober 1930).
Mitte der 1920er Jahre hatte Morse den Pianisten Bob Downey kennengelernt. Er wurde ihr Begleiter auf der Bühne und Lebensgefährte, und die beiden bestritten gemeinsam internationale Auftritte, darunter eine Tournee durch das Vereinigte Königreich, die mit einer Show im Piccadilly Theatre in London endete. 1938 sang Morse einige Aufnahmen für Decca Records ein. Morse und Downey lebten als Paar zusammen, obwohl fraglich bleibt, ob sie verheiratet waren oder nicht. Sie und Downey eröffneten einen kleinen Club in Texas, der 1939 niederbrannte. Sie zogen nach Rochester (New York), doch Downey verließ Morse. Dieses Ende ihrer Beziehung hinterließ Morse am Boden zerstört und abhängiger vom Alkohol, der in den 1930er Jahren zu einem ständigen Begleiter geworden war.

### Spätere Jahre
Nachdem ihre Beziehung mit Bob Downey Ende der 1930er Jahre endete, durchlebte Morse eine schwierige Zeit, in der sich ihre engsten Vertrauten um ihre Gesundheit sorgten. Ihr Leben besserte sich, als sie Ray Farese traf, den sie 1946 heiratete. Farese half ihr, ihre Karriere wiederzubeleben, indem er ihr eine Radioshow in Rochester und Auftritte in Clubs der Umgebung verschaffte. Sie versuchte ein Comeback mit dem Song Don’t Even Change a Picture on the Wall, der in den 1940er Jahren für Soldaten des Zweiten Weltkriegs geschrieben und 1951 aufgenommen wurde. Obwohl der Song lokal erfolgreich war, konnte sie damit nicht an ihren früheren Erfolg anknüpfen.
Lee Morse starb am 16. Dezember 1954 in Rochester, als sie einen Nachbarn besuchte. Sie wurde 57 Jahre alt. Nach ihrem Tod übergab ihr Ehemann Ray Farese ihre Fotos und ihr Sammelalbum dem Journalisten Howard Hosmer, der offenbar eine Retrospektive ihrer Karriere für einen lokalen Sender erstellte. Farese starb, bevor Hosmer Lees Erinnerungsstücke zurückgeben konnte.